# Powiat Katta
Powiat Katta (jap. 刈田郡 Katta-gun) – powiat w Japonii, w prefekturze Miyagi. W 2024 roku liczył 11 979 mieszkańców.

## Miejscowości
- Shichikashuku
- Zaō